# Batthyány

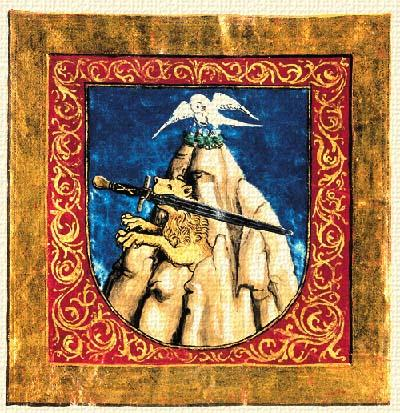
Fana med släkten Batthyánys vapen.

Batthyány är en urgammal ungersk magnatsläkt, som räknar sina anor tillbaka till en av Árpáds underbefällhavare vid magyarernas invandling i Pannonien.
Som släktens egentlige stamfader brukar man räkna György död 1401, herre till Batthyány, en by i komitatet Baranya. 1628 fick släkten ungersk friherrevärdighet genom Ferenc Batthyány (1577-1629) och grevevärdighet med dennes son Ádam Batthyány (1610-1659), vilkens båda söner Pál Batthyány (1629-1674) och Kristóf Batthyány (1632-1687) blev anfäder för släktens två huvudlinjer, en äldre och en yngre. Släkten förlänades dessutom 1585 tycks riksgrevlig värdighet. Sonen till Kristóf, den yngre linjens huvudman, greve Ádám von Batthyány (1662-1703) ingick igfte med en grevinna Eleonore Strattmann, vilkens namn därefter hos den yngre linjen lades till det äldre namnet. Deras son Karl Josef Batthyány erhöll 1764 riksfurstlig värdighet, vilken då släktens yngre linje 1914 utgick på manssidan, 1915 tilldelades den äldre linjen.
Andra kända medlemmar av ätten:
- Jozséf Batthyány (1727-1799), ungersk präst
- Kázmér Batthyány (1807-1854), ungersk ämbetsman och politiker
- Lajos Batthyány (1809-1849), ungersk statsman
- Tivadar Batthyány, ungersk politiker